# Величне століття: Нова володарка
«Вели́чне столі́ття: Нова́ воло́дарка» (тур. Muhteşem Yüzyıl: Kösem) — турецький телесеріал у жанрі історичної драми. В серіалі зображено життя фаворитки султана Ахмеда І Кесем Султан або Анастасії. Вона була матір'ю двох султанів: Мурада IV і Ібрагіма І. Прем'єра серіалу в Україні відбулася 24 вересня 2018 року.

## Сюжет

### 1 сезон
1603 рік. Бабуся молодого Шехзаде Ахмеда, Сафіє Султан, вирішує подарувати йому різні дари. Серед них був портрет юної дівчини Анастасії, який припав юнакові до душі. Жінка віддає наказ знайти та привезти красуню в Османську Імперію для свого онука. Згодом, батько Ахмеда помирає, і він стає Султаном.
Юну дівчину, Анастасію, привозять до столиці. У палаці вона зустрічається з Ахмедом у таємному саду, але він назвався їй не своїм іменем. Пізніше дівчину приводять Султанові на хальвет, там вона і дізнається, що цей юнак є Султаном Ахмедом.
Халіме Султан вирішує втекти разом зі своїм сином Мустафою, який є братом падишаха, а також з донькою Дільрубою. Ахмед дізнається про втечу, та віддає наказ знайти їх. Втікачів знаходить претендент на кримський трон, Шахін Гірей, який хоче зайняти кримський трон. Цією знахідкою він завойовує довіру Ахмеда. Султан просить у Шейх-Уль Іслама дозвіл на страту свого брата, але Сафіє Султан його підкупила. Ахмед дізнається про інтригу бабусі, та вирішує, щоб вона поїхала у старий палац. Останнє слово залишається за падишахом. Він вирішує стратити свого брата, але пізніше змінює своє рішення та рятує брата під час страти. Через невиплату грошей, яничари повстають, але їх заспокоюють, обіцяючи швидку виплату грошей.
До палацу прибуває Хаджі Мустафа, але гроші він з собою не зміг привезти. Яничари знову повстають, і тоді Сафіє Султан, в обмін на те, що буде у палаці, віддає платню зі своєї скарбниці. У відповідь на це, падишах звільняє усіх прибічників Султани з посад. Хандан Султан, матір Ахмеда, об'єднюється разом з Халіме проти Сафіє Султан. Дервіш Паша, друг падишаха, отримує пропозицію від його бабусі одружитися з її донькою, Фахріє Султан, яку він і приймає. Під час цього, юна дівчина зустрічається з Мехмед Гіреєм, братом Шахіна Гірея.
До рук Халіме Султан потрапляє лист, у якому вказано місце їхніх зустрічей. Султана в свою ж чергу, віддає його Дервішу. Паша йде у вказане місце, і там заарештовує Мехмед Гірея. Ханзаде потрапляє до темниці. Від страти брата рятує Шахін, нагадуючи падишахові, що Ахмед зробить усе можливе для нього, після знахідки Шехзаде Мустафи.
Слуга Рейхан Ага отримує наказ підлити Ахмеду отруту від Шахіна. У султанських покоях він знаходить лист Анастасії, у якому вона написала про те, що батька Ахмеда отруїв сам Рейхан. Він його спалює, а саму дівчину намагається вбити в таємному саду, але рятує її Дервіш Паша. Шахін робить пропозицію Фахріє помститися падишахові за Мехмед Гірея. Вона отруює Ахмеда, але отруту вживає також і Шехзаде Мустафа.
Анастасія наважується провести ніч з Султаном, але після цього вона тікає. Під час втечі вона змінює своє рішення та повертається в палац. Ахмед втрачає свідомість, всі вирішують, що його отруїли. На наступний день виявляється, що це не отрута, а віспа. Хворим стає також і Шехзаде Мустафа. Османська Імперія під загрозою зникнення. Сафіє Султан виводить в претенденти на трон Мехмед Гірея. Народ через те, що Султан до них не виходить, повстає. Дервіш Паша розповідає Хандан, що це він отруїв минулого падишаха, і що він у неї закоханий. Анастасія виходить до народу та заспокоює його, через це їй дають нове ім'я — Кесем. До Шехзаде Мустафи приходить знахарка, і дає йому ліки від віспи. Кесем прохає у неї також ліки для Ахмеда. Знахарка каже, що якщо вона їх візьме, то вона протягом всього свого життя буде бачити смерть рідних людей. Дівчина все ж наважується взяти ліки.
Падишаха і Шехзаде нарешті оминає хвороба. Він наказує замкнути у в'язниці братів Гіреїв та вигнати Сафіє в старий палац. До Стамбулу прибуває батько Кесем, він намагається знайти її, та дає охоронцю палацу перстень її матері. Він потрапляє до Сафіє Султан. Ахмед їде рятувати свою наложницю Рашу Хатун від розбійників. Сафіє влаштовує Халіме пастку, внаслідок якої всі думають, що вона намагається посадити Мустафу на трон. Хандан виганяє жінку у старий палац. Вона бачить загрозу у Мустафі і відправляє до нього катів. Мустафу рятує Кесем. Вона розказує Халіме про замах на вбивство. Хандан повертає жінку в Топкапи в обмін на те, що та буде мовчати щодо замаху на вбивство. Ахмед повертається з Рашою в палац, вона вагітна. Сафіє шантажує Кесем її батьком. Якщо Кесем не розкаже Ахмеду про замах на Мустафу, то її батько помре. Фахріє султан дізнається, що Дервіш вбив її батька, і шантажує його визволенням Мехмед Гірея. Ахмед визволяє Ханзаде. Дервіш дізнається від Рейхана про те, що Мустафу та Ахмеда заразила віспою Фахріє. Кесем розказує Ахмеду всю правду про замах на Мустафу, внаслідок чого Хандан їде в старий палац, а Сафіє залишається. Сафіє йде проти угоди з Кесем, та отруює її батька. Кесем каже, що помститься за нього. Минає кілька місяців. У гаремі з'являться наложниця Катерина, яку підіслала Сафіє, щоб витіснити Кесем з серця падишаха. Зульфікар Ага, головний яничар, стає охоронцем султанських покоїв. Дженет Калфу, служницю Сафіє Султан, знаходять разом з охоронцем, після чого кидать їх у темницю. Охоронця страчують, а Дженет просить у Кьосем пробачення в обмін на те, що вона розкаже таємницю Сафіє Султан. Калфа рятується від смерті.
Кьосем дізнається від Халіме про те, хто підпалив обличчя Дженет калфи. Фахріє виходить заміж за Дервіша. Дженет дізнається, що їй підпалили лице за наказом Сафіє Султан. Раша Хатун, тепер вже Махфірузе, народжує Ахмеду хлопчика Османа. Дженет розповідає, хто заразив віспою Ахмеда та Мустафу Кесем. Шахін Гірей тікає з в'язниці. Кесем дізнається, що вагітна. Вона шантажує Сафіє тим, що Ахмед дізнається, хто заразив його віспою, якщо вона не поїде в старий палац. Сафіє їде у старий палац, а Кесем отримує корону Хюррем Султан і розповідає все Ахмеду. Фахріє Султан тікає у святе місце, щоб уникнути страти. Куюджу Мурад Паша знайомить Кесем з Гюрбуз Агою, який стежить для них за Сафіє. Через 7 місяців Кесем народжує хлопчика Мехмеда. Між Дервішем та великим візиром виникає сварка. Ахмед повертає Хандан в Топкапи. Великий візир помирає від отруєння на очах Дервіша. Пашу затримують. Мехмед Гірей виводить Фахріє за святого місця, де її ловлять і ведуть до Ахмеда. Султан пробачає Дервіша. Він вбиває Фахріє. Халіме вирішує разом з Сафіє посадити на трон Мустафу.
Ахмед їде в похід на розбійників. Кесем знаходить таємну скарбницю Сафіє та вивозить звідти все золото. Вночі Сафіє влаштовує в палаці повстання і садить на трон Мустафу, під час того, як у поході Ахмед потрапляє в пастку. Махфірузе султан вбивають. Кесем разом з Хандан, Дільрубою та усіма Шехзаде їде з палацу. Вони ховаються у домі маленької дівчинки. Вранці Дільруба веде Мустафу в палац, за ними біжить Кесем. Дівчинка здає жінку Сафіє Султан. Сафіє віддає наказ стратити Кесем.
Ахмед повертається в палац та кидає Сафіє у темницю. Султани та Шехзаде рятуються. Кьосем вирішує опікуватися Османом. Сафіє їде в дівочу вежу. Мустафу закривають в окремій кімнаті палацу. Кесем дізнається про те, що Султана Мехмеда отруїв Дервіш Паша.
В палац прибуває донька Сафіє — Хюмашах. Кесем шантажує Хандан. Хандан розповідає Ахмеду усе про Дервіша. Бюльбюль Ага, слуга Сафіє, знаходить її сина, Іскендера. Про це дізнається Хюмашах Султан. Дервіша Пашу страчують, а за ним отруюється і Хандан.Кесем дізнається що вагітна. Кесем потрапляє в пастку Хюмашах Султан. Сафіє робить пропозицію Ахмеду, що вона визволить Кесем, якщо вона вийде на волю. Кесем рятують, Сафіє повертається в старий палац.
Сафіє дізнається про те, що Іскендер є її сином. Ахмед хоче побудувати свою мечеть. Кесем починає керувати гаремом. Проходить 12 років. Мустафа божеволіє від довгого перебування на самоті. У Кесем народились Айше, Гевхерхан, Фатьма, Атіке, Мурад, Касим, Ібрагім. У Гюльбахар султан однієї з фавориток Султана народжується Шехзаде Баязид. Хюмашах одружена з Зульфікаром Пашою. Сафіє Султан підсилає до Ахмеда дівчину, яка буде його кожен день отруювати. Ахмед визволяє Мустафу з кімнати. Хюмашах розповідає Зульфкару, що Іскендер — її брат. Давуд Паша розповідає про свої любовні почуття Дільрубі Султан. Вона погоджується з ним одружитися в обмін на те, що він допоможе посадити на трон Мустафу.
Ахмед відкриває свою мечеть. Кесем підозрює, що Ясемін отруює Ахмеда, і вбиває її, але дізнається від Сафіє, що та її сестра. Іскендер дізнається від Сафіє, що він її син. Зульфікар розповідає Кесем, що Сафіє хоче посадити на трон Іскендера. Ахмед з кожним днем все більше хворіє, лікарі кажуть, що йому залишилось лише кілька тижнів. Ахмед дізнається всю правду про Іскендера і вбиває його. Дільруба та Давуд Паша одружуються.
Султан одружується з Кесем, і помирає. Кьосем розказує про нібито новий закон, написаний Ахмедом, що на трон сідає найстарший та найрозумніший. Мустафа сідає на трон, а Халіме виганяє Кесем та її доньок в старий палац. Іскендер виявляється живим, його врятував Зульфікар, про це дізнається Хюмашах і Сафіє. Проходить  3 місяці. Кесем викрадає Дільрубу. Давуд Паша катує Зульфікара. Халіме наказує вбити всіх Шехзаде. Давуд вирішує врятувати їх заради Дільруби. Кесем влаштовує повстання. Мустафу закривають у кімнаті, а Халіме їде в старий палац.
Кесем садить на трон Османа, але він виганяє її в старий палац.
Проходить 4 роки. Мелексіма султан, наложниця Османа, народжує йому Шехзаде Омера. Внаслідок інтриги Сафіє Султан, Осман вбиває свого брата Мехмеда. Починається надзвичайно холодна зима. Кесем каже Османові, що він їй більше не син. Осман знайомиться з Акіле Хатун, і одружується з нею. Після зими Осман їде в похід. Кесем дізнається, що Іскендер живий. Сафіє відмовляється казати, де Іскендер, і Халіме віддає наказ її стратити. Від страти Сафіє рятує Зульфікар. Зульфікар знищує корабель, на якому був Іскендер. Сафіє визнає свою поразку, та отруюється, віддавши Кесем каблучку Хюррем Султан.
Осман повертається. Шехзаде Омера вбивають за наказом Дільруби Султан. Яничари повстають. Синів Кесем викрадає Дільруба проти волі матері Халіме султан. Мустафу звільняють і він стає Султаном. Осман тікає з палацу. Бюльбюль ага  рятує дітей Кесем від смерті. Дженнет калфа помирає від рук повстанців. Яничари вбивають Зульфікара та Алі Агу. Вони вриваються до місця, де переховується Осман та виводять його до народу. Люди принижують падишаха. Давуд Паша страчує Османа. На Трон сідає шехзаде Мустафа. Халіме видає розгніваним яничарам Давуда Пашу. Пізніше Халіме, Дільрубу та всіх інших, хто вчинив повстання вбивають. Мустафу знову ізолюють.
Син Кесем султан, шехзаде  Мурад, стає падишахом.

### 2 сезон
Проходить 9 років, 1632 рік. Сипахи бунтують, Кесем видає вірних Султанові людей їм. Угорська принцеса Фарья Бетлен тікає з Угорщини після вбивства племінника свого батька Габора Бетлена в Османську Імперію. Великий візир Топал Реджеп Паша та Сінан Паша виявляються зрадниками. Вони входять до спільноти, яка виступає проти Османської Імперії. Мурад від повстанців-сипахів дізнається про зраду великого візира. Наступного дня він його страчує. Гевхерхан Султан, донька Кесем та дружина Реджепа Паші дізнається про смерть чоловіка. Вона дуже сумує.
Фарья прибуває в Стамбул та знайомиться з Мурадом. Атіке Султан зближується зі зброєносцем Султана Мустафою Агою. Мурад позбавляє Кесем звання регента. Та влаштовує сварку. Зрадники влаштовують замах на принцесу, підпаливши її корабель, але ту рятує Султан Мурад і привозить в палац. Дядько принцеси викрадає її матір. Через викрадення матері, Фарья залишає в покоях Мурада голову свині, що є образою для мусульманина, і потрапляє в темницю.
Гюльбахар султан, матір Шехзаде Баязида прибуває в палац. Кесем цьому не дуже радіє. Одна з полонянок Султана проводить ніч з Шехзаде Касимом. Султан Мурад пробачає Фарью. Зброєносець Мустафа Ага зближується з Гевхерхан Султан. Мехмед Паша рятує матір принцеси і привозить її в столицю. Фарья проводить ніч з Мурадом і залишається в Топкапи, а її матір їде. Кесем знаходить Касима з дівчиною у ліжку. Про це дізнається Баязид і розповідає Гюльбахар. Дівчина вагітна. Її хочуть позбутися, але вона здійснює самогубство на очах у всіх.  Принцеса вагітна від Султана Мурада. Мурад довідується про подію з вагітною дівчиною й ізолює Касима. Синана Паша вбиває Корнеліуса, після чого стає головним спільноти проти Османської Імперії.
Народ, дізнавшись про зв'язок принцеси і падишаха, нападає на неї. Фарья втрачає дитину. Мурад визволяє Касима, а потім одружується з принцесою. Айше Султан, фаворитка Мурада, матір його двох дітей, виявляється вагітною. Раніше вона поширювала серед народу чутки про зв'язок падишаха та Фарьї, тому Гюльбахар її шантажує. Дівчина проводить махінації з печаткою Кесем Султан. Атіке Султан дізнається про зв'язок своєї сестри зі зброєносцем, і намагається випити отруту, але її рятують. Гюльбахар кличе всіх вірних чиновників Кесем на корабель від її імені, і там їх спалює. В місті починається велика пожежа. Гевхерхан та Атіке сваряться через їхнє спільне кохання. Згодом, про все дізнається Кесем, і вирішує видати їх заміж за інших чоловіків.
Мурад приймає жорстокі закони. Він наказує закрити таверни, а потім їде в Ізнік з братами Ібрагімом та Касимом. Там він знайомиться з Санавбер Хатун, яка повинна його вбити за наказом Гюльбахар Султан. Там здійснюється і замах на братів Мурада. Естер Хатун, казначейка Кесем Султан, бачить Сінана Пашу та Гюльбахар разом. Сінан Паша викрадає її. Мурад та його брати рятуються, а Санавбер каже, що вона намагалася навпаки, всіх врятувати. Кесем закриває Гюльбахар султан в темниці, дізнавшись, що та винна у пожежі.
Мурад з братами повертається в столицю. Гюльбахар султан  надсилає Фарьї лист, де написала все про Айше Султан, а потім покінчує з життям самогубством. У Айше Султан відбирають дітей та забороняють виходити з кімнати. Сінан дізнається від Естер, що Кесем хворіє діабетом, і страчує її.
Проходить кілька місяців. Атіке султан одружується зі зброєносцем, а Гевхерхан виходить заміж за голову корпусу яничарів — лучника Мустафу Агу. Гевхерхан покінчує з життям самогубством, а Айше султан народжує Каю Султан. Мурад приймає рішення про смерть своєї фаворитки. Айше, дізнавшись про це, випиває отруту зі своїми двома дітьми. Мурад впадає в відчай, він їде в ліс, а там падає з коня.
Касим знаходить Баязида разом з Гюльбахар, але там він втрачає свідомість, потрапивши в пастку. В лісі Мурад зустрічається з чаклуном, який розповідає йому про майбутнє. Султана знаходять і повертають в палац. Касим каже мамі, що Гюльбахар жива, та не вірить йому. Кесем Султан влаштовує раду Пашів, про що взнає Мурад, і приймає рішення вигнати матір в старий палац. Гюльбахар наказує дівчатам в старому палаці вбити Кесем. Ті виказують ім'я Гюльбахар під час замаху, і помирають.
Кьосем нарешті повірила своєму синові і вирішує посадити його на трон. Фарья вагітна. Мурад їде в похід на Ереван. Кесем повертається в палац. Фарья дізнається, що Санавбер зрадниця. В поході головний яничарів для Шехзаде Баязида влаштовує замах на Мурада. Замах не вдається. Тих, хто влаштував змову, карають. Емір Гюне здається в поході падишахові. Санавбер здійснює замах на Фарью, але та вбиває її. Мурад іде на Тебріз, а Баязида відсилає в столицю.
Кесем отримує від Мурада лист про страту Шехзаде Баязида і виконує його наказ. Фарья народжує двох хлопчиків. Гюльбахар потрапляє у в'язницю. Мурад повертається з походу і закриває Ібрагіма та Касима в клітці. Атіке знаходить свого мертвого чоловіка, а Мурад мертву Фарью. У вбивствах винна Кесем, але звалює всю свою вину на Гюльбахар. Гюльбахар султан тікає.
Пройшло 2 роки. Гюльбахар викрадає дітей Мурада. Мурад звинувачує Кьосем в зникненні дітей. Гюльбахар ставить Мураду умову, що поверне дітей, якщо Касим та Ібрагім помруть. Мурад хитрістю повертає своїх дітей та вбиває Гюльбахар. Виявилось, що сини Мурада захворіли чумою і померли. Мурад втрачає свідомість. Кесем вирішує посадити на трон Касима і йде з ним та Ібрагімом в корпус яничар. Туди приходить Мурад, якому стало краще, і повертає Шехзаде в клітку.
Кесем султан однієї з наступних ночей закрила Мурада в покоях, вчинила заколот, щоб Касим став Султаном. Мурад дізнався про план своєї матері, і відправив катів до своїх братів. Касима вбили, а Ібрагіма Кесем врятувала. Мурад їде в похід на Багдад. Кесем дізнається про зраду Сінана Паші. Мураду приходить звістка від Сінана Паші, що за наказом Кесем в його ліки додають отруту. Атіке рятує Сінана Пашу від смерті. Турки перемагають персів в битві за Багдад. Мурад повертається в столицю і вирішує вбити брата та дядька, щоб після його смерті на трон сів кримський хан. Йому вдається стратити свого дядька Мустафу, але Ібрагім рятується від смерті. Заріфе Хатун, дівчина, яку Кесем подарувала Ібрагімові, виявляється вагітною. Мурад помирає. Сінана Пашу та всіх інших зрадників Кесем Султан вбиває, а на трон сідає Ібрагім.
Минуло 4 роки. Турхан Султан, матір Шехзаде Мехмеда дізнається, що Ібрагім повертається в столицю з новою фавориткою і скаржиться Кесем султан. Дівчину звуть Хюмашах. Кесем влаштовує свято, на яке приходять і Заріфе з сином, яких визволила Атіке з клітки. Турхан об'єднується з Кесем проти Заріфе. Кесем відсилає Заріфе з сином, але їх викрадають венеційці.
Ібрагім вирішує відправити Кесем в заслання. Кесем викликає до себе Пашів. Внаслідок інтриг Турхан, Ібрагім дізнається про плани своєї матері та вирішує стратити великого візира, її спільника. Кесем рятує Пашу від страти і їде в заслання, також дізнавшись про зраду Турхан.
Проминуло 4 роки. Валіде Кесем Султан повертається у палац. Кесем та Турхан хочуть зкинути Ібрагіма з трону та посадити Шехзаде Мехмеда. Ібрагім одружується з Хюмашах. Яничари повстають. Ібрагіма ізолюють, а падишахом стає син Турхан — Мехмед.
Турхан наказує стратити Ібрагіма. Свідком смерті стає сама Валіде Кесем султан. Проходить 3 роки. Султан Мехмед хоче забрати в Кесем звання регента, але та не погоджується. Кесем намагається отруїти його, щоб посадити іншого свого онука на трон. Турхан рятує сина. Наступного дня Кесем вирішує вчинити заколот. Турхан дізнається про плани Кесем, і вбиває всіх яничарів, що беруть участь в заколоті. Прибічники Турхан також вбивають всіх слуг Кесем, а потім  саму Кесем 2 вересня 1651 посеред гарему. З пальця Кесем знімають каблучку Хюррем і дають Турхан.
Турхан надягає каблучку на палець. Кінець.

## Прем'єри сезонів

### У Туреччині
У Туреччині серіал був рекламований вперше 11 червня 2014 року. Спершу він був запланований на вересень 2015 року, але був перенесений на 12 листопада 2015 року. 1 сезон транслював телеканал Star TV кожен четвер о 20:00 до 9 червня 2016 року. 2 сезон транслював телеканал FOX TV з 18 листопада 2016 року кожну п'ятницю о 20:00. З 14 лютого серіал показували кожен вівторок. З 28 лютого серіал показували о 22:30. Пізніше серіал перенесли на 23:30. З 9 травня 2017 року серіал знову показували о 20:00. 27 червня показ був завершений.
У Туреччині серіал виходив:
- Перший сезон (серії 1-30) виходив з 12 листопада 2015 року по 9 червня 2016 року на турецькому каналі Star TV і транслювався кожен четвер о 20:00.
- Другий сезон (серії 30-60) виходив з 18 листопада 2016 року по 27 червня 2017 року на турецькому каналі FOX TV і транслювався кожну п'ятницю та вівторок о 20:00, 22:30 та о 23:30.

### В Україні
В Україні серіал був рекламований 8 червня 2018 року. Серіал показує телеканал 1+1 з 24 вересня 2018 року у будні в 17:10.
В Україна серіал виходив:
- Перший сезон (серії 1-84) виходив з 24 вересня 2018 року по 27 листопада 2018 року.
- Другий сезон (серії 85-168) виходив з 27 листопада 2018 року по 1 лютого 2019 року. 85-100 серії рекламувались під назвою "Величне століття: Імперія Кесем", однак, в серіалі назва була надалі "Величне століття: Нова володарка". 101-168 серії знову рекламувались під назвою "Величне століття: Нова володарка". Але, на порталі "1+1 video" всі серії 2 сезону викладені під назвою "Величне століття: Імперія Кесем".

Головних героїв — Кесем та Ахмеда — дублювали Вікторія Москаленко та Олександр Погребняк.

## Актори і ролі
| Актор                                          | Роль                    | Статус |
| ---------------------------------------------- | ----------------------- | --- |
| Екін Коч                                       | Ахмед І                 | Султан Османської Імперії.                                                                                   |
| Анастасія Тсілімпоу                            | Кесем Хатун             | Наложниця Ахмеда І.                                                                                          |
| Берен Саат                                     | Кесем Султан            | Дружина Ахмеда І.                                                                                            |
| Нурґюль Єшільчай                               | Кесем Султан            | Валіде Султан. Мати Мурада IV та Ібрагіма І.                                                                 |
| Гюлья Авшар                                    | Сафіє Султан            | Бабуся Ахмеда І.                                                                                             |
| Аслихан Гюрбюз                                 | Халіме Султан           | Матір Султана Мустафи I шехзаде Махмуда та Дільруби Султан. Валіде султан. Померла в 83 серії.               |
| Тюлін Озен                                     | Хандан Султан           | Матір Султана Ахмеда I. Отруїла себе в 51 серії.                                                             |
| Гюльджан Арслан                                | Фахріє Султан           | Донька Сафіє Султан. Отруєна в 36 серії.                                                                     |
| Берк Джанкат                                   | Шехзаде Іскендер        | Син Сафіє Султан. Загинув в 78 серії.                                                                        |
| Вільдан Атасевер                               | Хюмашах Султан          | Найстарша донька Сафіє Султан. В 83 серії покидає столицю.                                                   |
| Боран Кузум, Аліхан Тюркдемір, Джунейт Узунлар | Мустафа I               | Син Халіме Султан. Страчений в 150 серії.                                                                    |
| Меліса Ілайда Озчелік, Ойкю Караель            | Дільруба Султан         | Донька Халіме Султан. Вбита в 83 серії.                                                                      |
| Танер Олмез                                    | Осман II                | Син Ахмеда I. Вбитий в 83 серії.                                                                             |
| Діляра Аксюек                                  | Махфіруз Хадідже Султан | Матір Османа II. Вбита в 39 серії.                                                                           |
| Бурак Дакак                                    | Шехзаде Мехмед          | Старший син Кьосем. Страчений у 76 серії.                                                                    |
| Мете Хорозоглу                                 | Зульфікяр Паша          | Голова яничар, згодом Паша в дивані. Помер у 82 серії.                                                       |
| Мехмет Куртулуш                                | Дервіш Мехмед Паша      | Друг Ахмеда, пізніше великий візир. Страчений в 50 серії.                                                    |
| Мустафа Устюндаґ                               | Давуд Паша              | Чоловік Дільруби Султан, який вчинив заколот проти Османа II. Був страчений у 83 серії.                      |
| Шахін Секман                                   | Лала Омер Ефенді        | Вчитель Османа II. Страчений у 83 серії.                                                                     |
| Джихан Юнал                                    | Куюджу Мурад Паша       | Один з Пашів дивану. Був отруєний Насухом Пашею.                                                             |
| Толга Тунчер                                   | Насух Паша              | Спільник Сафіє Султан, один з Пашів дивану.                                                                  |
| Шенер Саваш                                    | Халіль Паша             | Спільник Кьосем Султан, протягом довгого часу був візиром у дивані. Був страчений за наказом Султана Мурада. |
| Хакан Шахін                                    | Хаджі Мустафа Ага       | Слуга Хандан Султан, пізніше Кьосем Султан. Був разом з Кьосем до її смерті.                                 |
| Есра Дерманчіоглу                              | Дженет Калфа            | Спочатку служниця Сафіє Султан, а потім Кьосем. Померла в 82 серії.                                          |
| Надір Сарибачак                                | Бюльбюль Ага            | Слуга Сафіє Султан.                                                                                          |
| Ебру Онлу                                      | Ейджан Хатун            | Служниця Кьосем Султан.                                                                                      |
| Едже Гюрер                                     | Фірдевс Хатун           | Служниця Махфірузе Султан.                                                                                   |
| Ейлем Їлдиз                                    | Менекше Хатун           | Служниця Халіме Султан.                                                                                      |
| Саша Перера                                    | Гьольге Хатун           | Вірна подруга Кьосем Султан.                                                                                 |
| Емре Ерчіль                                    | Рейхан Ага              | Слуга Шахіна Гірея, зрадник.                                                                                 |
| Нурініса Їлдирим                               | Дуду Хатун              | Головна в гаремі. Померла в 21 серії.                                                                        |
| Гізем Емре                                     | Ясемін Хатун            | Сестра Кьосем. Вбита в 61 серії.                                                                             |
| Іхсан Йонал                                    | Сулейман Ага            | Слуга Сафіє Султан, зрадник Султана Османа.                                                                  |

| Актор                                      | Роль                       | Статус |
| ------------------------------------------ | -------------------------- | --- |
| Еркан Колчак Кьостенділь                   | Шахін Гірей Хан            | Претендент на кримський трон.                                                                              |
| Кадір Догулу                               | Мехмед Гірей Хан           | Брат Шахіна Гірея, коханець Фахріє Султан.                                                                 |
| Ахмет Варли                                | Пінхан Ага                 | Уявний друг Султана Мустафи.                                                                               |
| Мухамед Юзунер                             | Азіз Махмуд Хюдаї          | Поважний чоловік в столиці.                                                                                |
| Озан Агач                                  | Мансур Ага                 | Яничар, що повстав проти Османа II.                                                                        |
| Дженк Суябатмаз                            | Кіліндир                   | Спільник Давуда Паші.                                                                                      |
| Феріт Кая                                  | Кара Сеїт                  | Розбійник Джелялі, викрадач Махфірузе Хатун.                                                               |
| Бесте Кокдемір                             | Мелексима                  | Жінка Османа II.                                                                                           |
| Бахар Селві                                | Акіле                      | Друга жінка Османа II.                                                                                     |
| Сюде Зюзал Гюнер                           | Айше Султан                | Перша донька Кьосем Султан.                                                                                |
| Балім Гаєбайрак                            | Фатма Султан               | Друга донька Кьосем Султан.                                                                                |
| Чаган Ефе Ак, Метін Акдюльгер, Боран Багчі | Мурад IV                   | Син Ахмеда I та Кьосем Султан, падишах Османської імперії.                                                 |
| Фарах Зейнеп Абдуллах                      | Фарья Султан               | Дружина Мурада IV.                                                                                         |
| Айча Куру, Сібель Ташчіоглу                | Гюльбахар Султан           | Матір Шехзаде Баязида.                                                                                     |
| Берк Памір, Їіт Учан                       | шехзаде Баязид             | Син Гюльбахар та Ахмеда I.                                                                                 |
| Еймен Каан, Догач Їлдиз                    | шехзаде Касим              | Син Кьосем Султан та Ахмеда I.                                                                             |
| Едже Чешміоглу                             | Атіке Султан               | Наймолодша донька Кьосем Султан.                                                                           |
| Чагла Наз Карги, Асли Тандоган             | Гевхерхан Султан           | Донька Кьосем Султан.                                                                                      |
| Ридван Айбарс Дюзей, Тугай Мерджан         | Ібрагім I                  | Наймолодший син Кьосем Султан та Ахмеда I.                                                                 |
| Ханде Догандемір                           | Турхан Султан              | Головна Хасекі Ібрагіма І. Матір Мехмеда IV та Бейхан Султан, українка. Валіде — регент при своєму синові. |
| Мюге Боз                                   | Хюмашах Султан             | Жінка Ібрагіма I.                                                                                          |
| Едже Гюзель                                | Діляшуб Султан             | Матір Шехзаде Сулеймана, сина Ібрагіма I.                                                                  |
| Фірузе Гамзе Аксу                          | Муазез Султан              | Матір Шехзаде Ахмеда, сина Ібрагіма I.                                                                     |
| Лейла Ферай                                | Айше Султан                | Матір трьох дітей Мурада IV.                                                                               |
| Енгін Бенлі                                | Сінан Паша                 | Спільник Гюльбахар Султан у війні проти Мурада IV.                                                         |
| Ісмаїл Демірджи                            | Кеманкеш Кара Мустафа-паша | Спільник Кьосем Султан, великий візир, який був таємно в неї закоханий.                                    |
| Метін Бельгін                              | Ахізаде Хюсеїн Ефенді      | Спільник Гюльбахар Султан та Сінана Паші.                                                                  |
| Чагри Шенсой                               | Джинджи Хюсеїн Ефенді      | Лікар Ібрагіма I.                                                                                          |
| Шемсі Інкая                                | Зекеріязаде Ях'я Ефенді    | Шейх-уль Іслам Османської Імперії після Ахізаде Хюсеїна Ефенді.                                            |
| Ісмаїл Філіз                               | Абаза Мемхед Паша          | Один з візирів Мурада IV.                                                                                  |
| Асил Буюкозчелік                           | Ладіклі Бейрам Паша        | Один з візирів Мурада IV.                                                                                  |
| Дженгіз Окуюджу                            | Табаніяси Мехмед Паша      | Один з візирів Мурада IV.                                                                                  |
| Бурджу Гюль Казбер                         | Мелек Хатун                | Служниця Фарьї Султан.                                                                                     |
| Сегзі Сена Акай                            | Санавбер Хатун             | Зрадниця, підіслана Гюльбахар Султан.                                                                      |
| Гюмеч Алпай Аслан                          | Шивекяр Хатун              | Одна з фавориток Ібрагіма I.                                                                               |
| Гізем Кала                                 | Заріфе Хатун               | Матір Шехзаде Османа, сина Ібрагіма I.                                                                     |
| Фират Топкорур                             | Сулейман Ага               | Слуга Турхан Султан.                                                                                       |
| Альма Терзіч                               | Естер Хатун                | Казначейка Кьосем Султан.                                                                                  |
| Неджип Мемілі                              | Евлія Челебі               | Мандрівник.                                                                                                |
| Усхан Чакир                                | Хазанфер Ахмед Челебі      | Винахідник, який здійснив політ над Стамбулом.                                                             |
| Серхан Кескін                              | Нефі                       | Поет. |
| Мурат Атік                                 | Корнеліус                  | Голова антиосманської спільноти.                                                                           |

## Український дубляж

### Ролі дублювали
- Вікторія Москаленко — Кесем Султан
- Олександр Погребняк — Султан Ахмед І
- Ольга Сумська — Сафіє Султан
- Лариса Руснак — Халіме Султан
- Олена Яблочна — Хандан Султан
- Андрій Твердак — Дервіш Паша
- Лідія Муращенко — Дженет Калфа
- Катерина Брайковська — Фахріє Султан
- Катерина Сергеєва — Хюмашах Султан
- Ірина Дорошенко — Дуду Хатун
- Олег Лепенець — Хаджі Ага
- Дмитро Завадський — Бюльбюль Ага
- Наталія Романько — Дільруба Султан
- Андрій Соболєв — шехзаде Іскендер

А також: Ольга Радчук, Тетяна Антонова, Ніна Касторф, Юрій Висоцький, Юрій Коваленко,  Євген Пашин, Катерина Буцька, Андрій Мостренко, Андрій Бурлуцький, Анатолій Зіновенко, Юрій Кудрявець, Павло Скороходько, Михайло Тишин, Максим Кондратюк, Ярослав Чорненький, Андрій Федінчик, Наталя Ярошенко, Анна Левченко, Сергій Могилевський, Аліса Гур'єва, Євген Сінчуков, Юрій Ребрик, Владислав Пупков, Василь Мазур, Дмитро Терещук, Анна Соболєва, Ігор Рода, Дмитро Гарбуз.

## Міжнародні покази
Вперше серіал був виставлений на продаж у Каннах восени 2015 року. З часом його купили більш ніж 70 країн світу. Після прем'єри в Туреччині, серіал почав показувати телеканал OSN Ya Hala в усіх арабських країнах 3 січня 2016 року, серії були розбиті на 35 хвилин. Пізніше серіал був викладений на грецькій інтернет-платформі Victory TV. Далі прем'єра відбулася в багатьох країнах Європи. В Європі серії розбиті на 45 хвилин, всього в Європі налічується 168 серій. В деяких європейських країнах серії йшли 90 хвилин, тобто, серій було 84. В Латинській Америці прем'єра відбулася 2 січня 2017 року в Чилі на телеканалі Canal 13. Там серії йдуть по 60 хвилин, всього їх є 115. Також серіал був показаний і в багатьох інших країнах світу. У квітні 2018 року серіал отримав нагороду, як турецький серіал, який купило найбільше країн в 2017 році. В Україні показ розпочався 24 вересня 2018 року. Показ 1 сезону закінчився 27 листопада 2018 року. (84 серії). В той самий день почався показ другого сезону. 85-100 серії рекламувались під назвою "Величне століття. Імперія Кесем", однак в серіалі назва була надалі "Величне століття. Нова володарка". 101-168 серії знову рекламувались під назвою "Величне століття. Нова володарка". Але на порталі "1+1 video" всі серії 2 сезону викладені під назвою "Величне століття. Імперія Кесем". Серіал закінчився 1 лютого 2019 року. 
| Країна                   | Місцева назва                                                                                        | Телеканал                                         | Дата прем'єри та дата останнього показу                   | Час                         |
| ------------------------ | --- | ------------------------------------------------- | --------------------------------------------------------- | --------------------------- |
| Азербайджан              | Muhteşem Yüzyıl: Kösem                                                                               | Star TV (Азербайджан), FOX TV (Азербайджан)       | 12 листопада 2015 - 27 червня 2017                        | 20:00, 22:00, 23:30         |
| Албанія                  | Sulltanesha Kosem                                                                                    | TV Klan                                           | 17 жовтня 2017 - 2018                                     | 21:00                       |
| Алжир                    | السّلطانة قسم as-Sulṭānah Qusum                                                                       | OSN Ya Hala Echorouk TV                           | 3 січня 2016 - Серпень 2017 27 травня 2017 - 2018         | 20:00                       |
| Аргентина                | Kosem, La Sultana                                                                                    | Telefe                                            | 2018                                                      |                             |
| Афганістан               | Magnificent Century: Kosem                                                                           | OSN Ya Hala 1TV                                   | 3 січня 2016 - Серпень 2017 17 жовтня 2016-2018           | 20:00                       |
| Бангладеш                | Sultan Suleiman: Kosem                                                                               | Deepto TV                                         | 17 лютого 2018 - триває                                   | 19:30                       |
| Бахрейн                  | السّلطانة قسم as-Sulṭānah Qusum                                                                       | OSN Ya Hala                                       | 3 січня 2016 - Серпень 2017                               | 20:00                       |
| Беліз                    | La Sultana                                                                                           | Telemundo                                         | 29 жовтня 2018                                            | 20:40                       |
| Болгарія                 | Великолепният век: Кьосем                                                                            | bTV                                               | 27 червня 2017 -липень 2018                               |                             |
| Болівія                  | La Sultana                                                                                           | Telemundo                                         | 29 жовтня 2018                                            | 20:00                       |
| Бразилія                 | La Sultana                                                                                           | Telemundo                                         | 29 жовтня 2018                                            | 20:00                       |
| Венесуела                | La Sultana                                                                                           | Telemundo                                         | 29 жовтня 2018                                            | 20:00                       |
| Гаїті                    | La Sultana                                                                                           | Telemundo                                         | 29 жовтня 2018                                            | 20:00                       |
| Гваделупа                | La Sultana                                                                                           | Telemundo                                         | 29 жовтня 2018                                            | 20:00                       |
| Гватемала                | La Sultana                                                                                           | Telemundo                                         | 29 жовтня 2018                                            | 20:00                       |
| Гондурас                 | La Sultana                                                                                           | Telemundo                                         | 29 жовтня 2018                                            | 20:00                       |
| Греція                   | Κιοσέμ: Η Σουλτάνα                                                                                   | Victory TV (Інтернет платформа)                   | 3 лютого 2016                                             |                             |
| Грузія                   | დიდებული საუკუნე: ქოსემის რისხვა Didebuli saukune: Kosemis riskhva                                   | Rustavi 2                                         | 12 вересня 2016 - серпень 2017                            | 19:50                       |
| Естонія                  | Sajandi valitsejanna                                                                                 | Kanal 2                                           | 17 вересня 2016 - 5 травня 2018                           | 21:35                       |
| Домініканська Республіка | La Sultana                                                                                           | Telemundo                                         | 29 жовтня 2018                                            | 20:00                       |
| Еквадор                  | La Sultana                                                                                           | Telemundo                                         | 29 жовтня 2018                                            | 20:00                       |
| Єгипет                   | السّلطانة قسم as-Sulṭānah Qusum                                                                       | OSN Ya Hala ONE TV                                | 3 січня 2016 - Серпень 2017 2018 - триває                 | 20:00                       |
| Ємен                     | السّلطانة قسم as-Sulṭānah Qusum                                                                       | OSN Ya Hala                                       | 3 січня 2016 - Серпень 2017                               | 20:00                       |
| Індонезія                | Abad Kajayaan 2: Kosem                                                                               | SCTV                                              | Травень 2016 - Червень 2016 (перший сезон)                | 20:00                       |
| Індія                    | Kosem Sultan                                                                                         | Zee Alwan                                         | 2017 - 2018                                               | 20:00                       |
| Іран                     | السّلطانة قسم as-Sulṭānah Qusum                                                                       | OSN Ya Hala GEM TV                                | 3 січня 2016 - Серпень 2017 14 серпня 2016 - Серпень 2017 | 20:00                       |
| Ірак                     | السّلطانة قسم as-Sulṭānah Qusum                                                                       | OSN Ya Hala                                       | 3 січня 2016 - Серпень 2017                               | 20:00                       |
| Ізраїль                  | السّلطانة قسم as-Sulṭānah Qusum                                                                       | OSN Ya Hala                                       | 3 січня 2016 - Серпень 2017                               | 20:00                       |
| Йорданія                 | السّلطانة قسم as-Sulṭānah Qusum                                                                       | OSN Ya Hala                                       | 3 січня 2016 - Серпень 2017                               | 20:00                       |
| Казахстан                | Ғаламат ғасыр. Көсем дәуірі                                                                          | 7 Канал                                           | 17 жовтня 2016 - лютий 2017 (перший сезон)                | 21:50                       |
| Катар                    | السّلطانة قسم as-Sulṭānah Qusum                                                                       | OSN Ya Hala                                       | 3 січня 2016 - Серпень 2017                               | 20:00                       |
| Колумбія                 | Kosem, La Sultana                                                                                    | Canal 1                                           | 2019                                                      |                             |
| Коста-Рика               | La Sultana                                                                                           | Telemundo                                         | 29 жовтня 2018                                            | 20:00                       |
| Кіпр                     | السّلطانة قسم as-Sulṭānah Qusum                                                                       | OSN Ya Hala                                       | 3 січня 2016 - Серпень 2017                               | 20:00                       |
| Косово                   | Shekulli Madhёshtor: Kosem                                                                           | RTV21                                             | 11 квітня 2016 - 21 листопада 2017                        | 20:00                       |
| Куба                     | La Sultana                                                                                           | Telemundo                                         | 29 жовтня 2018                                            | 20:00                       |
| Кувейт                   | السّلطانة قسم as-Sulṭānah Qusum                                                                       | OSN Ya Hala                                       | 3 січня 2016 - Серпень 2017                               | 20:00                       |
| Латвія                   | Lieliskais gadsimts. Kosema                                                                          | LNT                                               | 21 квітня 2018 - триває                                   | 21:05                       |
| Литва                    | Didingasis amžius. Jos Didenybė Kiosem                                                               | LNK                                               | 4 вересня 2016 - 28 квітня 2018                           | 14:25, пізніше 18:55        |
| Ліван                    | Sultana Kosem                                                                                        | OSN Ya Hala Al Jadeed                             | 3 січня 2016 - Серпень 2017 5 вересня 2016 - липень 2018  | 20:00 18:50                 |
| Лівія                    | السّلطانة قسم as-Sulṭānah Qusum                                                                       | OSN Ya Hala                                       | 3 січня 2016 - Серпень 2017                               | 20:00                       |
| Македонія                | Shekulli Madhёshtor: Kosem                                                                           | RTV21 (Македонія)                                 | 11 квітня 2016 - 21 листопада 2017                        | 20:00                       |
| Марокко                  | السّلطانة قسم as-Sulṭānah Qusum                                                                       | OSN Ya Hala                                       | 3 січня 2016 - Серпень 2017                               | 20:00                       |
| Мартиніка                | La Sultana                                                                                           | Telemundo                                         | 29 жовтня 2018                                            | 20:00                       |
| Мексика                  | La Sultana Kosem                                                                                     | Imagen Television                                 | 12 лютого 2018 - 15 червня 2018                           | 21:00                       |
| Молдова                  | Kosem                                                                                                | Canal 2                                           | 4 вересня 2017 - січень 2018 (перший сезон)               | 20:00                       |
| Монголія                 | Көсэм                                                                                                | Bolovsrol TV                                      | 1 травня 2017 - квітень 2018                              | 21:50                       |
| Нікарагуа                | La Sultana                                                                                           | Telemundo                                         | 29 жовтня 2018                                            | 20:00                       |
| Німеччина                | Kosem                                                                                                | PRO7                                              | 2018                                                      |                             |
| ОАЕ                      | حريم السلطان - السلطانة قُسم Hareem-el Sultan: El Sultana Qosum                                       | OSN Ya Hala Dubai TV                              | 3 січня 2016 - серпень 2017 4 вересня 2016 - квітень 2018 | 20:00                       |
| Об'єднані Штати Америки  | La Sultana                                                                                           | Telemundo                                         | 29 жовтня 2018                                            | 20:00                       |
| Оман                     | السّلطانة قسم as-Sulṭānah Qusum                                                                       | OSN Ya Hala                                       | 3 січня 2016 - Серпень 2017                               | 20:00                       |
| Пакистан                 | کوسم سلطان Kösem Sultan                                                                              | Urdu 1                                            | 31 жовтня 2016 - 9 квітня 2018                            | 21:00, пізніше 22:30        |
| Палестина                | السّلطانة قسم as-Sulṭānah Qusum                                                                       | OSN Ya Hala                                       | 3 січня 2016 - Серпень 2017                               | 20:00                       |
| Панама                   | La Sultana                                                                                           | Telemundo                                         | 29 жовтня 2018                                            | 20:00                       |
| Парагвай                 | La Sultana                                                                                           | Telemundo                                         | 29 жовтня 2018                                            | 20:00                       |
| Перу                     | La Sultana                                                                                           | Telemundo                                         | 29 жовтня 2018                                            | 20:00                       |
| Південний Судан          | السّلطانة قسم as-Sulṭānah Qusum                                                                       | OSN Ya Hala                                       | 3 січня 2016 - Серпень 2017                               | 20:00                       |
| Північний Кіпр           | Muhteşem Yüzyıl: Kösem                                                                               | Star TV (Північний Кіпр), FOX TV (Північний Кіпр) | 12 листопада 2015 - 27 червня 2017                        | 20:00, 22:00, 23:30         |
| Польща                   | Wspaniałe stulecie: Sułtanka Kösem (1 сезон) Wspaniałe stulecie: Sułtanka Kösem - Murad IV (2 сезон) | TVP1                                              | 25 квітня 2016 - 23 серпня 2018                           | 18:40, 15:55                |
| Пуерто-Рико              | La Sultana                                                                                           | Telemundo                                         | 29 жовтня 2018                                            | 20:00                       |
| Росія                    | Великолепный век. Империя Кёсем                                                                      | Домашний                                          | 7 січня 2017 - 27 травня 2017 (перший сезон)              | 19:00                       |
| Румунія                  | Kosem                                                                                                | Kanal D (Румунія)                                 | 23 січня 2017 - 19 січня 2018                             | 20:00, згодом 23:00 і 16:00 |
| Сальвадор                | La Sultana                                                                                           | Telemundo                                         | 29 жовтня 2018                                            | 20:00                       |
| Саудівська Аравія        | السّلطانة قسم as-Sulṭānah Qusum                                                                       | OSN Ya Hala                                       | 3 січня 2016 - Серпень 2017                               | 20:00                       |
| Сирія                    | السّلطانة قسم as-Sulṭānah Qusum                                                                       | OSN Ya Hala                                       | 3 січня 2016 - Серпень 2017                               | 20:00                       |
| Судан                    | السّلطانة قسم as-Sulṭānah Qusum                                                                       | OSN Ya Hala                                       | 3 січня 2016 - Серпень 2017                               | 20:00                       |
| Туніс                    | Sultana Kosem                                                                                        | Nessma TV                                         | 12 вересня 2016 - 2018                                    | 18:50                       |
| Туреччина                | Muhteşem Yüzyıl: Kösem                                                                               | Star TV (Туреччина), FOX TV (Туреччина)           | 12 листопада 2015 - 27 червня 2017                        | 20:00, 22:00, 23:30         |
| Угорщина                 | A szultána                                                                                           | TV2                                               | 13 вересня 2016 - триває                                  | 22:00                       |
| Уругвай                  | Kosem La Sultana                                                                                     | Monte Carlo TV                                    | 10 березня 2017 - серпень 2017 (перший сезон)             | 21:30                       |
| Узбекистан               | Ko'sem                                                                                               | Milliy TV                                         | 4 вересня 2017 - 25 травня 2018                           | 21:00                       |
| Україна                  | Величне століття. Нова володарка (1 сезон) Величне століття. Імперія Кесем (2 сезон)                 | 1+1                                               | 24 вересня 2018 - 1 лютого 2019                           | 17:10                       |
| Французька Гвіана        | La Sultana                                                                                           | Telemundo                                         | 29 жовтня 2018                                            | 20:00                       |
| Чад                      | السّلطانة قسم as-Sulṭānah Qusum                                                                       | OSN Ya Hala                                       | 3 січня 2016 - Серпень 2017                               | 20:00                       |
| Чилі                     | Kosem, La Sultana                                                                                    | Canal 13 (Чилі)                                   | 2 січня 2017 - 2 січня 2018                               | 22:30                       |